# Химера (ботаника)
Химера је назив за биљку која је настала из ткива која припадају различитим биљкама (компонентама). При томе не долази до спајања ћелија, већ свака компонента задржава своја својства, па овакве биљке нису хибриди.

## Подела
Химере могу бити секторијалне, периклиналне и мериклиналне.
- Секторијалне су назване због тога што по читавој дубини стабла имају ткиво друге компоненте у виду сектора, односно исечка. Тај исечак може захватати незнатан део стабла, а могу и обе компоненте да буду равномерно присутне. Пример је химера добијена од патлиџана и кокошјег грожђа која на једној страни образује листове патлиђана, а на другој кокошјег грожђа.
- Периклиналне у тачки раста имају један (монохламидне) или два (дихламидне) или ређе три слоја ћелија које припадају једној, а други слојеви другој компоненти. Тако да ће један прекривач унутрашњег дела бити од једне биљке, а спољашњи прекривач од друге.
- Мериклиналне подсећају на секторијалне, али у овом случају друга компонента заузима само површински део сектора. На неки начин, оне представљају прелазни тип између секторијалних и периклиналних.

## Настанак
Могу настати природним и вештачким путем. Пририодним путем настају као резултат промене дела ћелија пупољка који образује нови изданак. На овај начин су настале биљке чије је лишће шарено, попут Pelargonium zonale, Arabis albida, Mesembryantheum cordifolium и Glechoma hederacea. Вештачким путем настају углавном приликом калемљења. Један од познатијих примера је врста зановети, Laburnum adami добијена 1825. у околини Париза, калемљењем Cytisus purpureus и Cytisus laburnum. Лишће ове биљке је имало прелазни облик. Образовала је и цветове и црвене и жуте боје. Једини начин да се добије химера је размножавање резницом, јер се из семена (које се ретко и образује) не може добити, већ једна од две „родитељске“ врсте. Овакви случајеви су забележи и код врста лимуна, руже, мушмуле и глога.